# Pelochyta haemapleura
Pelochyta haemapleura är en fjärilsart som beskrevs av Paul Dognin 1914. Pelochyta haemapleura ingår i släktet Pelochyta och familjen björnspinnare. Inga underarter finns listade i Catalogue of Life.